# ناجي (اسم)
ناجي هو اسم عربي مذكر. والذي يعني البقاء.

## اسم
- ناجي شامل، ممثل وممثل صوت لبناني
- ناجي مخول، ممثل ومذيع ووممثل صوت سوري